# お笑いV6病棟!
お笑いV6病棟!(おわらいぶいろくびょうとう)は、フジテレビ系列で2000年10月12日から2001年3月29日まで放送されていたコントの番組である。

## 概要
- V6のメンバーがSt.センチュリー病院を舞台にコントを繰り広げる。ただし病院が舞台ではないコントも多い。
- V6のメンバーは医師となっているが、患者役やその他の役をしていることもある。
- 吹き出しの形でテロップが出る。
- 伊東四朗はのちにV6のメンバーと共演している。三宅健は番組放送以前から『伊東家の食卓』で共演、そして森田剛は日本テレビ系ドラマ『喰いタン』で共演している。

## 出演
院長：伊東四朗
婦長：鷲尾真知子
医師：V6（坂本昌行、長野博、井ノ原快彦、森田剛、三宅健、岡田准一）
看護婦：千秋、一戸奈美、川村亜紀、三津谷葉子
その他、ゲスト出演として志村けん、柄本明、小松政夫、小堺一機など（なお、志村はほぼ準レギュラーであり、多くのコントに出演していた）。

## 主なコント

### さみしい院長シリーズ
- 医師と看護婦が世間話などで盛り上がっているが、なぜか院長とだけは話がかみ合わない。院長の話すことはみんなが否定し、仲間に入れず最後にはいじけてその場を離れていく。その後院長が話していたことをほかの誰かが話したときにはまた盛り上がる。
- 院長のほか｢さみしい婦長｣｢さみしい院長&婦長｣｢さみしい岡田先生｣があった。

### 坂本博士と岡田助手
- St.センチュリー病院の地下にある新薬を開発する研究室が舞台。岡田は裏声でコントに出演。
- 初回は坂本博士が「若返りの薬」を発明。博士が試そうとすると、岡田助手がこれを奪い、飲んだ。しかしその薬は座薬だった。
- 以後、坂本博士が作ったものの実験台になる罰ゲームをかけたゲームが2人で行われるようになった。ほとんど坂本博士が負けている。その後、岡田助手が｢この実験は、失敗だー!!｣といってコントが終わる。
- このコントの形式で坂本の憧れの我妻佳代に会わせるというサプライズが行われた。これは坂本博士の発明品である想像したものが出てくるマシンを使ったもので、坂本博士がビキニの女性を想像しながら機械を操作すると我妻佳代が出てくるというものであった（なお、リハーサルでは鷲尾婦長が出てきて失敗ということだった。岡田助手はバナナを想像したが出てきたのはたくあん）。
- 最終回は坂本博士が「不老長寿の薬」を発明したが、坂本博士が腕時計を見たときにすべてこぼしてしまった。
- 主な発明品
  - 赤汁
  - 黄汁
  - ビリビリマシーン（食べ物を食べようとすると電気ショックを食らう。冒頭で坂本博士が「断食などせずに食べながらやせられる｣と言っていたが、食べることを禁止する装置である）
  - 激辛ラーメン青色3号（食欲を失わせる青い色をつけたラーメン。しかし味はよかったらしい）

### パンサーマスク
- パンサーマスク（井ノ原）が幼稚園児（カミセン）にいたずらをされる。ファイヤー長野（長野）がそれを見て大人気なく暴れる。
- ファイヤー長野はいつも「会長に電話する」と言って公衆電話で電話していた。
- 存在は毎回出てきていたものの誰なのか長いこと正体を明かされなかった会長は片岡鶴太郎であった。
- 最終回は入院しているファイヤー長野にマスクを残してしばらく失踪していたパンサーマスクが会いに来るというものだった。いたずらをした幼稚園児は病院の医師になっていた。
- 使用されたマスクは最終回のコント「ブイネット長野のテレホンショッピング」で売り物になった。

### ショート・ラブ・ストーリー
- 森田が主演となるシリアスなラブシーンが流れる。その後、それにあった歌が流れる（使用された楽曲は｢クリスマス･イヴ(山下達郎)｣、「はじまりはいつも雨(ASKA)」、「涙のキッス(サザンオールスターズ)」など）。
- その歌を歌うのはチャーリー井ノ原。しかしチャーリーが替え歌でさまざまなものを降らせたりする詞を歌うと、森田にそのとおりのことが起こる（例．「雨は夜更け過ぎに、墨へと変わるだろう」と歌うと、森田に墨が降ってくる）。
- 最終回は彼女（一戸）が坂本と結婚することになり、その結婚式場に森田が現れて彼女を連れて行った。その後、チャーリーが現れ｢サボテンの花｣のワンコーラスを歌った。ところがマイクがもう1本あり、森田が替え歌で歌ったらチャーリーに粉などが降ってきた。ほかのメンバーもワンコーラスずつ歌ったので、チャーリーにいろんなものが降った（「絶えまなく降りそそぐこのパイのように・・・」「絶えまなく降りそそぐこの雨のように・・・」「絶えまなく降りそそぐこの豆のように・・・」「絶え間なく降り注ぐこの粉のように・・・」「窓に降りそそぐこの墨のように・・・」）。最後には井ノ原はほかの人たちに「臭い」と言われ、井ノ原は「勘弁してくれよもー」「豆痛てぇ」「おまえ!勝った気でいるんじゃねぇ!森田!!このやろー!!」と言った。森田は「ありがとね!今まで!」と井ノ原に言う。井ノ原は「これで最後でしょ?これ。チャーリー…」と言った直後、「ふざけんなよ!!」と言って森田にいろんなものが降ったかたまりを投げた。森田は投げられたものに当たらなかったが、当たりそうだったのか、「危ねぇ!」と言っていた。井ノ原は少しして、「なんかさ、田舎のにおいがすんだよね!」と言い、このコーナーが終わった。

### ツッパリ少年（ツッパリゾックン）・鎌田
- ツッパリ少年・鎌田（森田）がほかの患者に最初は恐れられるが、徐々に馬鹿にされるというコント。反論できなくなると鎌田は「ぐー」と寝たふりをする。
- 鎌田の口癖は｢○○（注射、タクシーなど鎌田の嫌いなもの）だっせー｣｢I LOVE OK｣。
- このコントの最終回で鎌田が30（歳）だということが判明。

### プライドある病院
- 医師の森田がPRIDE風に登場する。ちなみにこれをしないと燃えないらしい。患者役（主に坂本）はプロレスの技をかけられる。MCは井ノ原、実況は長野（セリフはすべてアドリブ）。
- 一度、ゲストに桜庭和志が出た。

### 木枯らし剛次郎
- 伊東院長の夢の中という設定の時代劇コント。
- 病弱な老人（伊東）と看病している女性（岡田）のもとに、借金の取立てに借金取り（井ノ原、長野、坂本、三宅）が来る。そこへ木枯らし剛次郎（森田）が助けに来るが、老人にばかり悲劇が起こる。
- 老人が三宅の顔を見たとき「うち（伊東家）のせがれによく似てるなー」と言った（当時「伊東家の食卓」で共演していたため）。

### 最終回スペシャル
- 今までのコントを振り返り、メンバーがよくなかった点を反省する。学校のセットで、井ノ原が教師役、その他のメンバー（伊東、鷲尾、千秋、看護婦の3人を含む）が生徒役となった。そして最後に罰として、井ノ原が赤汁、看護婦の一戸が黄汁を飲んだ。
- おまけのコントとして｢威勢のよいお寿司屋さん｣｢デザイナー医師岡田｣｢ブイネット長野のテレホンショッピング（ジャパネットたかたのパロディ）｣が放送された。

## スタッフ
- 作・構成：松岡孝、川原慶太郎、井手尚志、鈴木しげき、清松勝彦、鈴木工務店、福田雄一、大野ケイスケ
- TD：関克哉（フジテレビ）
- SW：塩津英史（フジテレビ）
- CAM：永田崇（フジテレビ）
- VE：向山武志
- AUD：谷川宏輝
- 照明：藪木健太郎（当時 フジテレビ）
- 音響効果：川端智之、西山知史
- TK：槙加奈子
- スタイリスト：平尾俊
- 編集：中村仁志、鈴木大助
- MA：津田秀樹
- 美術制作：上村正三
- デザイン：金子隆
- 美術進行：山根安雄
- CG：ケネックジャパン
- 技術協力：八峯テレビ、フジアール、IMAGICA、4-Legs
- 協力：ジャニーズ事務所
- 制作協力：D:COMPLEX
- AP：大川泰（当時 D:COMPLEX）、小沢英治（当時 D:COMPLEX）
- 構成・演出：池田よしひろ（D:COMPLEX）
- プロデューサー：西山雅庸（D:COMPLEX）
- プロデューサー・演出：板谷栄司（フジテレビ）
- 制作：フジテレビ第二制作部（現：フジテレビバラエティ制作センター）
- 制作著作：フジテレビ

## テーマソング

### オープニングテーマ
- 「序曲 惑星の予感 〜天使は空から降ってくる〜」

### エンディングテーマ
- V6「上弦の月」（10月12日〜11月23日）
- J-FRIENDS「I WILL GET THERE」（2000年11月30日〜2001年3月29日）

| フジテレビ系列 木曜23:00枠（バラパラ木曜日） | フジテレビ系列 木曜23:00枠（バラパラ木曜日） | フジテレビ系列 木曜23:00枠（バラパラ木曜日） |
| 前番組                                       | 番組名                                       | 次番組                                       |
| -------------------------------------------- | -------------------------------------------- | -------------------------------------------- |
| マッハブイロク                               | お笑いV6病棟!                                | VivaVivaV6                                   |